# 李珞晴
李珞晴（1981年12月19日—），臺灣人，影視、歌仔戲、舞臺劇演員，國立臺灣戲曲學院教师。現任元和劇子劇團團長、戲劇導演。
她在國立臺灣戲曲學院歌仔戲科坐科八年，主修刀馬旦。同時也進修昆曲，曾赴中國大陸求藝長達六年以上的時間。
珞晴常受邀於歐、亞、美洲各大國際藝術節參加演出舞臺劇、歌舞劇、昆劇、人偶劇、光影戲等多元化不同性質的演出，並擔綱主要角色。
其導演作品兩度獲得台新藝術獎提名。
她于2010年，李珞晴成立元和劇子劇場，旨在通過戲劇教化的本質，傳承下一代，也回饋給社會。
後被製作人陳亞蘭相中，出演偶像歌仔戲《天龍傳奇》的女主角韓玉嬌。其在劇中與龍霸天（原名楚雲龍）的感情糾葛更是被粉絲稱為芭蕉（霸嬌）戀。

## 電視劇
| 年份   | 頻道         | 劇名                                | 飾演     |
| 2003年 | 民視         | 《台灣奇案》海豐堡三絕命            | 楊蘭心   |
| 2008年 | 台視         | 《神機妙算劉伯溫》第九單元 南巫里國 | 鐵迷愛麗 |
| 2008年 | 大愛電視台   | 《矽谷阿嬤》                        | 項才容   |
| 2009年 | 大愛電視台   | 《守在轉角的希望》                  | 玉女     |
| 2014年 | 民視         | 《龍飛鳳舞》                        | 金秀蓮   |
| 2015年 | 好消息電視台 | 《幸福學堂》溫柔老爸                | 林欣語   |
| 2016年 | 民視         | 《春花望露》                        | 顏秋琴   |
| 2016年 | 民視         | 《阿不拉的三個女人》                | 劉雲卿   |
| 2017年 | 民視         | 《幸福來了》                        | 潘昭華   |
| 2018年 | 公視         | 《生死接線員》                      | 林美珠   |
| 2019年 | 民視         | 《多情城市》                        | 吳淑娟   |
| 2020年 | 台視         | 《四月望雨》之望春風                | 林金玉   |
| 2021年 | 八大戲劇台   | 《她們創業的那些鳥事》              | 丁太太   |
| 2021年 | 三立台灣台   | 《天之驕女》                        | 木村富美 |
| 2022年 | 三立台灣台   | 《一家團圓》                        | 王琇瑩   |

## 電視歌仔戲
| 年份   | 頻道 | 劇名                     | 飾演   |
| 2002年 | 中視 | 河洛歌仔戲-太子復仇      | 宫女   |
| 2002年 | 中視 | 河洛歌仔戲- 私生子       | 玉娟   |
| 2002年 | 中視 | 河洛歌仔戲-啞女告狀      | 春梅   |
| 2002年 | 中視 | 河洛歌仔戲 漢宮怨        | 韓英   |
| 2013年 | 民視 | 陳亞蘭歌仔戲《天龍傳奇》 | 韓玉嬌 |
| 2021年 | 民視 | 唐美雲歌仔戲《孟婆客棧》 | 蘭花   |

### 微電影
| 年份   | 頻道 | 劇名                       | 角色   |
| 2016年 | 華視 | 《莒光園地》之《愛有反顧》 | 宋憶涵 |
| 2019年 | 華視 | 《我的媽媽一百分》         | 艾茉莉 |

## 電影
| 年份   | 劇名           | 角色 |
| 2012年 | 龍飛鳳舞       | 小晴 |
| 2019年 | 媽媽加我等於十 | 經理 |

## 舞台劇
| 年份   | 劇名                                       | 角色           | 演出劇團                                                |
| 1995年 | 添燈記                                     | 仙照           | 台北燈節閉幕公演                                        |
| 1997年 | 命運不是天註定                             | 丁文龍（童年） | 河洛歌仔戲公演                                          |
| 2000年 | 圍城記                                     | 謝瑩娘         | 劇校高中畢業公演                                        |
| 2001年 | 彼岸花                                     | 女伶           | 河洛歌仔戲公演                                          |
| 2001年 | 菜刀柴刀剃頭刀                             | 小梅           | 河洛歌仔戲公演                                          |
| 2001年 | 遊園驚夢                                   | 春香           | 大陸公演                                                |
| 2001年 | 遊園驚夢                                   | 杜麗娘         | 台灣崑劇團公演                                          |
| 2002年 | 周阿春                                     | 周阿春         | 劇校二專畢業公演                                        |
| 2002年 | 白蛇傳之斷橋                               | 青蛇           | 劇聲雅韻歌仔戲教學帶                                    |
| 2002年 | 人蛇姻緣                                   |                |                                                         |
| 2002年 | 新殺豬狀元 （又名宰豬狀元）                | 黨鳳英         | 河洛歌仔戲公演                                          |
| 2003年 | 太子回朝                                   | 霍皇后         | 河洛歌仔戲公演                                          |
| 2003年 | 秋夜梧桐雨                                 | 楊貴妃         | 台原偶戲館 (國家劇院實驗劇場)                           |
| 2003年 | 馬可波羅                                   |                | 台原偶戲館 赴中美洲七國巡演                             |
| 2004年 | 江山美人                                   | 葉劍萍         | 許亞芬歌子戲劇坊                                        |
| 2004年 | 新曲判記                                   | 江若琴         | 河洛歌仔戲公演 (中山堂)                                 |
| 2004年 | 馬可波羅                                   |                | 台原偶戲館 法國國際偶戲藝術節 (法國巴文中心)            |
| 2005年 | 台北古城                                   |                | 台原偶戲團-現代音樂劇 (納豆劇場)                        |
| 2005年 | 寄子 長生殿(上)之絮閣 長生殿(下)之迎像哭像 |                | 台灣崑劇團 (國立中央大學)                               |
| 2005年 | 人間盜                                     | 彭氏           | 唐美雲歌仔戲團 (國家戲劇院)                             |
| 2006年 | 金水橋畔                                   | 寇珠           | 唐美雲歌仔戲團                                          |
| 2006年 | 梨園天神桂郎君                             | 蕭雲英         | 唐美雲歌仔戲團 (國家戲劇院)                             |
| 2007年 | 絲戀                                       |                | 台原偶戲團-光影戲 (國家劇院實驗劇場) (土耳其偶戲藝術節) |
| 2007年 | 夢蝶                                       | 童女／三佰三   | 當代傳奇劇場-昆曲                                       |
| 2007年 | 阿濕波變身記                               | 帕米妮         | EX亞洲劇團                                              |
| 2008年 | 添燈記                                     | 乞丐妻         | 北縣文化季                                              |
| 2008年 | 鐵面情                                     | 劉鳳儀         | 義務外台公演                                            |
| 2008年 | 哥本哈根                                   | 瑪格麗特       | 狂想劇場                                                |
| 2009年 | 大神魃                                     | 女魃           | 拾念劇集 法國亞維儂藝術節巡演                           |
| 2009年 | 玉茗堂私夢                                 | 海若           | 拾念劇集 (國家戲劇院實驗劇場)                           |
| 2010年 | 歡樂時光－契訶夫傳奇                       |                | 當代傳奇劇場                                            |
| 2011年 | 火燒紅蓮寺                                 | 甘聯珠         | 廖瓊枝歌仔戲團 (花蓮文化創意產業園區)                   |
| 2012年 | 義薄雲天                                   | 喬宛玉         | 春美歌劇團-新藝版 (高雄大東文化藝術中心)                |
| 2012年 | 薛丁山與樊梨花                             | 薛金蓮         | 楊麗花終極大戲 (台北小巨蛋)                             |
| 2012年 | 楊老五與小泡菜                             |                | 元和劇子                                                |
| 2013年 | 變心                                       | 蘇鳳羽         | 春美歌劇團                                              |
| 2014年 | 越                                         | 陽月           | 元和劇子                                                |
| 2016年 | 噬心者                                     | 愛宓           | 戲點子工作坊                                            |
| 2019年 | 聊齋-【幻•夢】                             | 蒲松齡         | 元和劇子 (大稻埕戲苑-青年戲曲藝術節)                    |
| 2019年 | 我的媽媽欠栽培                             | 春英           | 台北市立國樂團                                          |
| 2021年 | 劍俠秦少游                                 | 蘇小妹         | 奇巧劇團                                                |

## 導演作品
| 年份   | 作品               |
| 2006年 | 《兩個時代》       |
| 2012年 | 《荒》             |
| 2012年 | 《楊老五與小泡菜》 |
| 2013年 | 《秀才遇見鬼》     |
| 2014年 | 《越》             |
| 2017年 | 《蝴蝶效應》       |
| 2019年 | 《聊齋－幻·夢》    |

## 編舞作品
| 年份   | 劇名         |
| 2007年 | 阿濕波變身記 |
| 2008年 | 山鬼         |
| 2008年 | 日‧月        |
| 2008年 | 壓箱寶       |
| 2008年 | 傻姑         |
| 2009年 | 玉茗堂私夢   |

## 編導作品
| 年份   | 劇名   |
| 2008年 | 歡樂谷 |

## 獎項
| 年份 | 頒獎/機構  | 獎項                               | 賽果   |
| 2006 | 台新藝術獎 | 導演作品《兩個時代》               | 提名   |
| 2008 |            | 編舞作品《山鬼》                   | 優等獎 |
| 2008 |            | 編舞作品《日‧月》                  | 優等獎 |
| 2012 | 台新藝術獎 | 導演作品《楊老五與小泡菜》         | 提名   |
| 2015 | 舞力全開   | 第二季「明星舞王舞后爭霸賽」       | 亞軍   |
| 2017 | 舞力全開   | 第三季「明星舞王舞后爭霸賽」       | 亞軍   |
| 2017 | 舞力全開   | 第二屆「明星舞王舞后年度總冠軍賽」 | 季軍   |
| 2018 | 舞力全開   | 2018「明星舞王舞后前進小巨蛋」     | 亞軍   |

## 外部連結
- 李珞晴的Facebook專頁
- 李珞晴的新浪微博
- 元和劇子部落格 （页面存档备份，存于）
- 元和劇子劇團的Facebook專頁
- 元和劇子劇場的新浪微博